# Sporledera whiteleggei
Sporledera whiteleggei là một loài Rêu trong họ Dicranaceae. Loài này được (Müll. Hal.) Kindb. miêu tả khoa học đầu tiên năm 1889.